# Carolina Bonaparte
Maria Annunziata Carolina Bonaparte (Ajaccio, 25 marzo 1782 – Firenze, 18 maggio 1839) è stata una principessa francese.
Fu granduchessa consorte di Berg e Clèves (dal 1806 al 1808) e regina consorte di Napoli (dal 1808 al 1815), come moglie di Gioacchino Murat, nonché sorella minore di Napoleone.

## Biografia

### Infanzia ed educazione
Maria Annunziata Carolina Bonaparte fu battezzata ad Ajaccio il 25 marzo 1782. Era la terza ed ultima figlia di Carlo Bonaparte e di Maria Letizia Ramolino. Durante la sua infanzia, avendo la sua famiglia poco denaro, ricevette un'educazione rudimentale in un convento di religiose e dovette probabilmente lavorare come sarta. 
Nel giugno 1797, Napoleone fece arrivare la sua famiglia a Mombello, dove Carolina, 15 anni, assistette il 14 giugno al matrimonio delle sue sorelle Elisa e Paolina. Durante il loro viaggio di nozze nei laghi italiani, Carolina conobbe Gioacchino Murat, focoso compagno da campo di Napoleone, di 30 anni, del quale si innamorò. Gran seduttore, sospettato di avere una storia con Giuseppina di Beauharnais, Murat non fu all'inizio accettato come pretendente per la sorella di Napoleone.
Napoleone disse inoltre che l'educazione di Carolina era insufficiente, perciò l'inviò nel 1798 ad un convitto femminile di Madame Campan a Saint-Germain-en-Laye. 
Dopo il colpo di Stato del 18 brumaio, Murat andò di persona da Madame Campan per annunciare la novità a Carolina. Tuttavia, Napoleone era sempre dell'idea di non far sposare sua sorella a Murat; voleva offrirla a Jean-Victor Moreau. Ma lui era già fidanzato con Mademoiselle Holt. Napoleone finì per dare il suo consenso a Murat. 

### Matrimonio

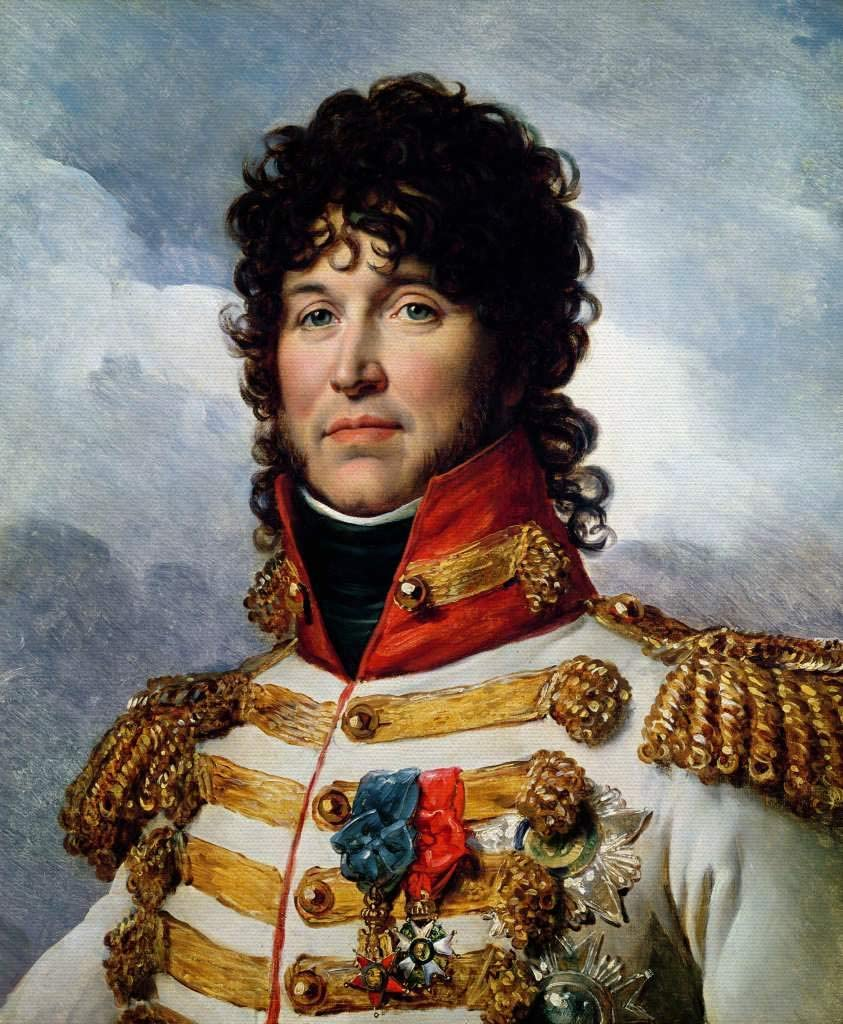
Gioacchino Murat

Il 18 gennaio 1800, il contratto di matrimonio fu firmato in presenza della famiglia e Carolina ricevette una dote. Il 20 gennaio, il matrimonio civile fu celebrato a Mortefontaine. La coppia s'installò all'Hôtel di Brionne e, il 27 maggio, Napoleone le donò una parte del dominio di Villiers.
Carolina era al fianco di Giuseppina quando l'attentato di rue Saint-Nicaise le mancò di poco. Carolina era allora incinta del suo primo figlio, Achille, ma la sua gravidanza non fu pregiudicata. Per la nascita di Achille il 21 gennaio 1801, Carolina ricevé da suo marito dei regali che provenivano dal tributo dell'armistizio di Foligno il 27 febbraio 1801. Murat le fece inviare questi regali ma non poté rientrare in Toscana, dove Napoleone gli ordinò di restare.

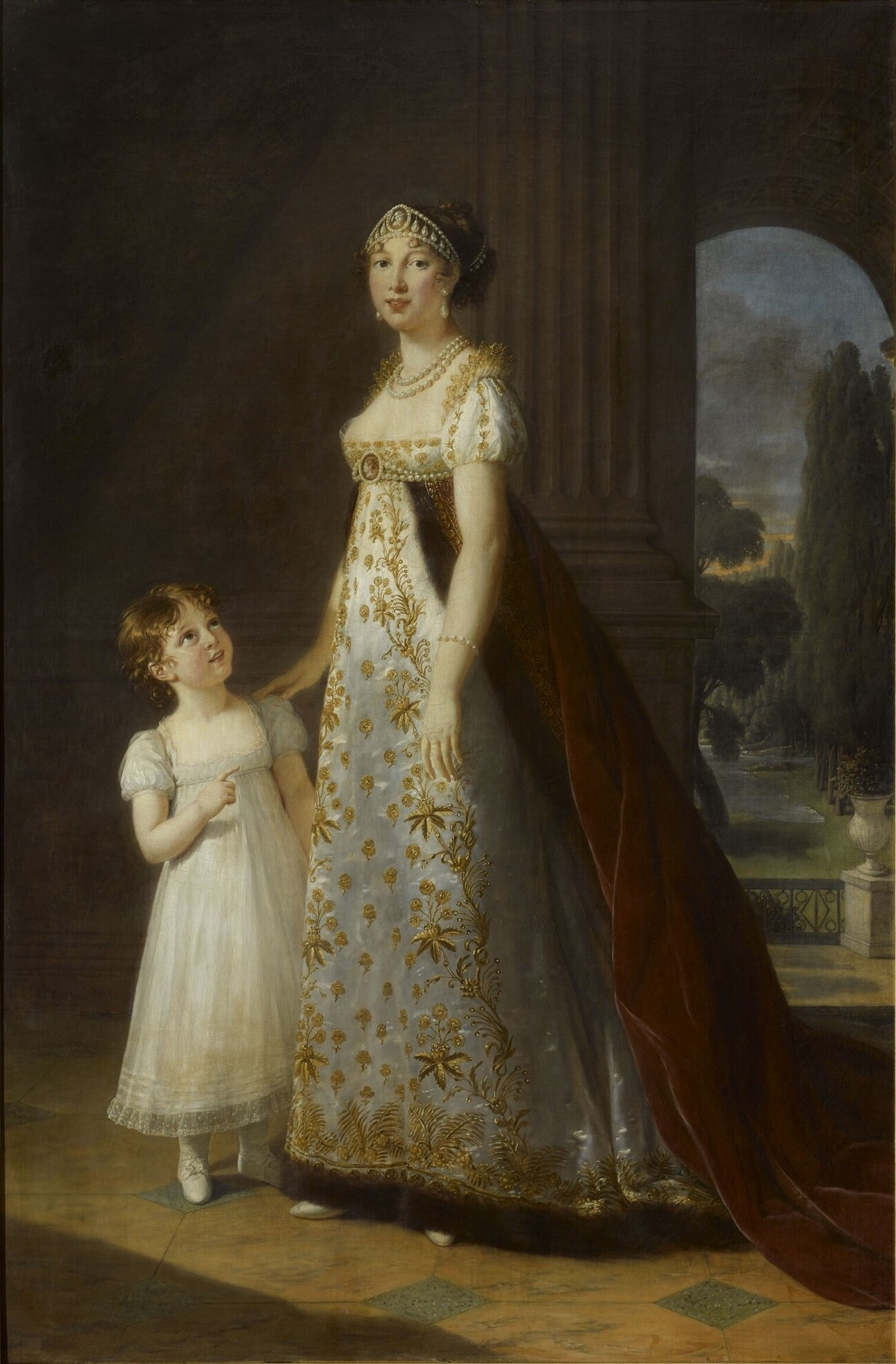
Carolina Bonaparte con la figlia Letizia di Élisabeth Vigée Le Brun.

In aprile, Carolina fu autorizzata a raggiungere suo marito a Firenze. Nel luglio 1801, Murat fu nominato generale in capo degli eserciti della Repubblica cisalpina e fu incaricato di preparare l'arrivo dei sovrani del regno d'Etruria, Luigi e Maria Luisa, che furono accolti il 2 agosto 1801 al Palazzo Vecchio di Firenze. Inviata subito a Milano, Carolina e suo marito ritornarono a Parigi per la nascita del loro secondo figlio, Letizia. Si sposarono in chiesa il 4 gennaio 1802, contemporaneamente a Luigi Bonaparte e Ortensia di Beauharnais. 
Tra il 1802 e l'estate 1803, Carolina soggiornò alternando Parigi e Milano, dove riceveva molte personalità di Francia e d'Italia, organizzando per loro cene e spettacoli. Il 23 agosto 1803, i Murat ritornarono a Parigi. Gioacchino Murat fu nominato da Napoleone governatore di Parigi e comandante della prima divisione militare. Nell'aprile 1804, Carolina si oppose vivamente all'adozione da parte del fratello Napoleone di Napoleone Luigi Carlo Bonaparte, figlio di Ortensia di Beauharnais, quando i suoi figli non avevano né titoli né terre. 
Il 18 maggio 1804, alla proclamazione dell'Impero, i fratelli di Napoleone presero il titolo di principi imperiali, ma niente di particolare era previsto per le sue sorelle. Gelosa di vedere le sue cognate portare il titolo di principesse imperiali, Carolina si rivolse a Napoleone, che finì per cedere e conferire a Carolina, Paolina ed Elisa il titolo di altezze imperiali. 
Alla nascita di sua figlia Luisa, il 22 marzo 1805, Carolina ricevette da Napoleone il permesso e il denaro per acquistare il palazzo dell'Eliseo. Con suo marito, fece restaurare il palazzo che era in cattivo stato, e lo decorò di opere d'arte. Murat andò a Vienna per la battaglia del 1º dicembre 1805, e Carolina lo raggiunse poco tempo dopo. Assisté al matrimonio di Eugenio di Beauharnais con la principessa Augusta Amalia di Baviera, figlia del Grande Elettore Massimiliano I il 13 e 14 gennaio 1806.

### Granduchessa consorte di Berg e Clèves
All'inizio del 1806, Napoleone distribuì delle terre e dei titoli ai suoi parenti, e pensò all'inizio di attribuire a Carolina il principato di Neuchâtel, ma lei non accettò un territorio così piccolo. Il 15 marzo 1806 attribuì ai Murat il granducato di Berg, unione del Ducato di Berg e del ducato di Clèves, che serviva da stato cuscinetto tra la Francia e la Prussia in caso di conflitto. Murat ci andò il 24 marzo, ma Carolina restò a Parigi. Il suo arrivo fu annunciato per luglio, ma davanti alla minaccia della guerra, il viaggio fu annullato.
Il 2 dicembre 1806 aprì un salotto all'Eliseo, invitando gente di potere e dando sontuose feste, soprattutto balli in costume. Sperando di ottenere la nomina di suo marito a re di Polonia, riceveva spesso la nobiltà polacca, ma Napoleone non creò mai uno statuto particolare per la Polonia. A partire dal 21 settembre 1807, la corte imperiale risiedette a Fontainebleau, dove Carolina fece la conoscenza di Klemens Wenzel von Metternich, ambasciatore d'Austria a Parigi.
Nello stesso anno si fece ritrarre dalla famosa pittrice Élisabeth Vigée Le Brun, già ritrattista di Maria Antonietta e di tutta l'Europa reale. Il 20 febbraio 1808, Napoleone ordinò a Murat di comandare le truppe francesi in Spagna. Rimasta a Parigi, Carolina sperava di ottenere dei titoli spagnoli alla fine della guerra. Tuttavia, Napoleone affidò la Spagna a Giuseppe Bonaparte. Quanto a Murat, dovette scegliere tra il regno di Napoli e quello del Portogallo e lui scelse Napoli.

### Regina consorte di Napoli

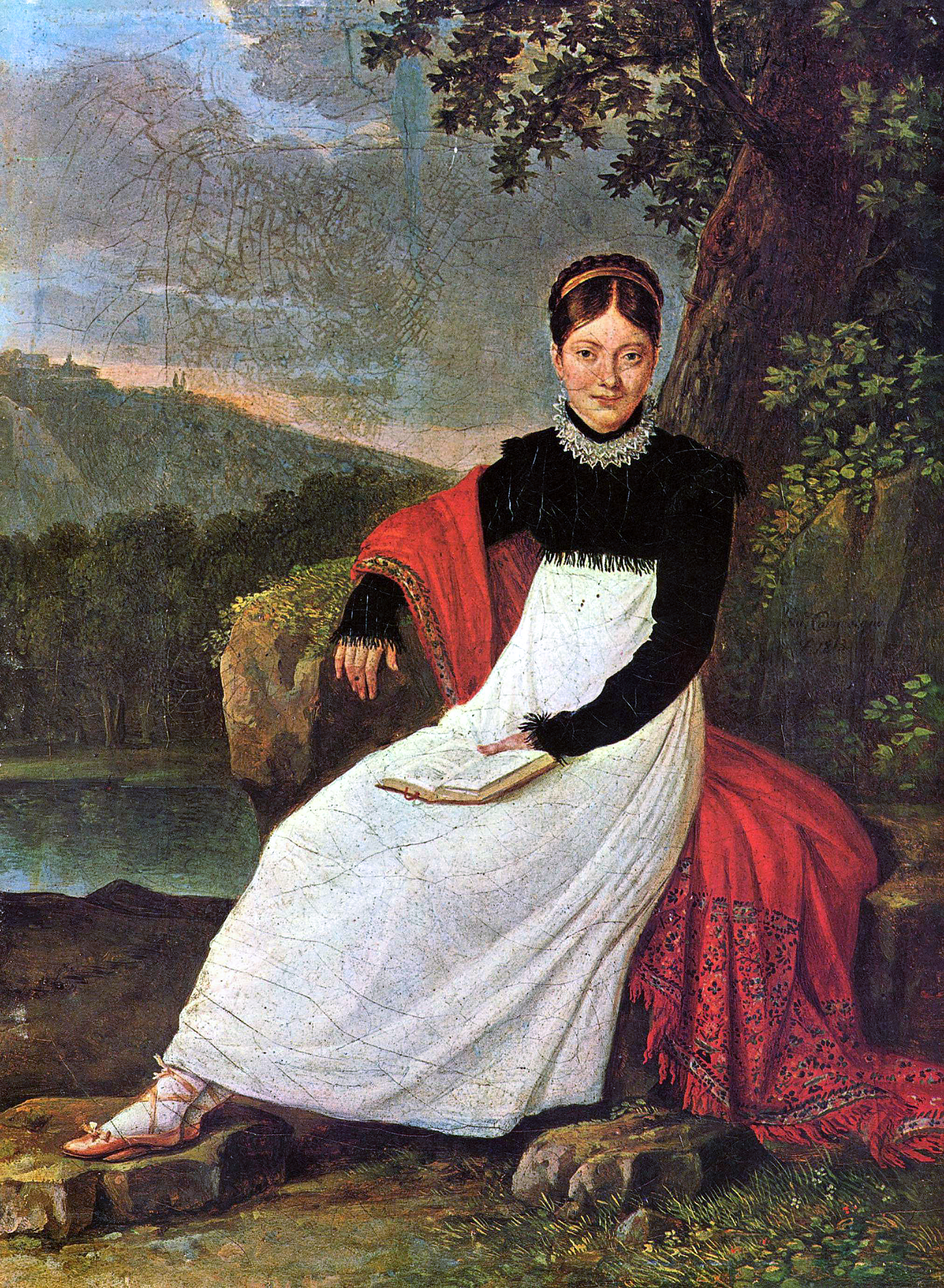
Carolina in costume tradizionale di paesana napoletana di Giuseppe Cammarano, 1813.

Il 15 luglio 1808, il trattato di Bayonne conferì la corona di Napoli ai Murat; tuttavia, l'articolo 3 precisava che:
Un'altra clausola del trattato precisava che in cambio del regno di Napoli, la coppia doveva fare dono a Napoleone di tutti i beni che possedevano in Francia. Tuttavia, Carolina fece incartare e portare verso Napoli una buona parte dei mobili e delle opere d'arte dell'Eliseo. Suo fratello Giuseppe, precedente re di Napoli, aveva prelevato somme importanti dalla casse dello Stato e portato via con sé mobili del Palazzo Reale. Murat entrò a Napoli il 6 settembre 1808; Carolina, partita dopo di lui, arrivò il 25 settembre.
Stanca del viaggio, Carolina non ricominciò ad organizzare feste e balli reali che nel novembre 1808. Durante una buona parte del suo regno, Carolina non s'intendeva bene con suo marito; lui era frustrato di non dovere i suoi titoli che al suo matrimonio con lei e la sospettava di favorire suo fratello. Le lasciò perciò poco potere politico.
Carolina si occupò allora della decorazione dei palazzi reali, in particolare il Palazzo Reale che fece riammobiliare e dove fece nuovamente impiantare i giardini. S'interessò anche degli scavi archeologici di Pompei, dove suggerì di ricostruire e rimodernare una delle case dell'antica città romana. Alcuni dei mobili che lei ordinò per i suoi palazzi erano d'ispirazione romana; uno dei suo quadri era un vero mosaico romano proveniente da Herculaneum, che rappresentava Medusa. 
Prese anche decisioni importanti in campo economico, soprattutto sviluppando il settore manifatturiero. Fece ammodernare gli equipaggiamenti delle fabbriche, soprattutto le fabbriche di seta. Aiutò anche le filature di cotone e le fabbriche di corallo. Dedicò la sua attenzione anche all'educazione delle giovane ragazze napoletane. Ispirandosi all'Istituto Elisa, creato da Elisa Bonaparte, fondò nel 1808 un convitto femminile nell'antico convento di Santa Maria della Provvidenza, detto dei «Miracoli».
Fece inoltre ispezionare e rinnovare le costruzioni esistenti, come la Casa Carolina d'Aversa fondata da Giuseppe Bonaparte. Importò e favorì anche le arti francesi a Napoli, come la moda, il teatro e la cucina. Apprezzava il pittore Ingres da cui comprò nel 1808 un quadro intitolato La Dormeuse; nel 1814, gli ordinò La Grande Odalisque, che le fu consegnata in dicembre.

### Prime tensioni con Napoleone
Il 15 dicembre 1809, Murat e Carolina rientrarono a Parigi, assistendo al divorzio di Napoleone e di Giuseppina. Poco tempo dopo, Napoleone reclamò da Murat il pagamento delle controparti del trattato di Bayonne, e Carolina si schierò dalla parte del marito. Napoleone aveva deciso di risposarsi con Maria Luisa d'Austria e Carolina fu incaricata di preparare il corredo della sposa, poi di scortare Maria Luisa da Monaco a Parigi. Il 18 dicembre 1810, Murat diresse una spedizione in Sicilia che si concluse con un fallimento, fatto che ravvivò ancora di più le tensioni tra lui e Napoleone. 
Il 20 marzo 1811, per la nascita di Napoleone II, Murat ritornò alle Tuileries, ma ricevette una fredda accoglienza da Napoleone, che rifiutò di ritirare le truppe francesi stanziate a Napoli. Carolina, pertanto, scelta come madrina del principe, non ritornò in Francia, credendo che Napoleone volesse occupare il regno di Napoli: dichiarò che «poiché volevano prenderle la Corona, lei preferiva ricevere questo affronto a Napoli piuttosto che a Parigi». Fu Ortensia di Beauharnais che fu designata come madrina per procura. 
Il 14 giugno 1811, credendo in un'avanzata di forza del "partito francese" a Napoli, Murat decretò che tutti gli stranieri che occupavano i posti di lavoro civile a Napoli dovessero domandare la loro naturalizzazione o rinunciare ai loro impieghi; la misura riguardava particolarmente i Francesi che erano numerosi a Napoli. Napoleone reagì violentemente, ricordando che tutti i cittadini francesi erano ugualmente considerati cittadini del regno di Napoli. Il 17 agosto 1811, il conte di Daure, amico di Carolina, fu privato delle sue funzioni di ministro e riferì le azioni di Murat a Napoleone, che fece arrestare certi consiglieri di Murat prima di richiamare il suo ruolo di vassallo dell'Impero. Carolina fu allora inviata in Francia per rabbonire Napoleone.
Nell'aprile 1812, Murat fu richiamato a combattere al fianco di Napoleone in Russia e la reggenza di Napoli fu affidata a Carolina, malgrado le reticenze di Murat. Malato, Murat dovette lasciare il campo di battaglia il 7 gennaio 1813, dopo aver affidato il comando ad Eugenio di Beauharnais. Rientrato a Napoli, disapprovò una gran parte delle decisioni prese da Carolina durante la sua reggenza.

### Alleanza con l'Austria

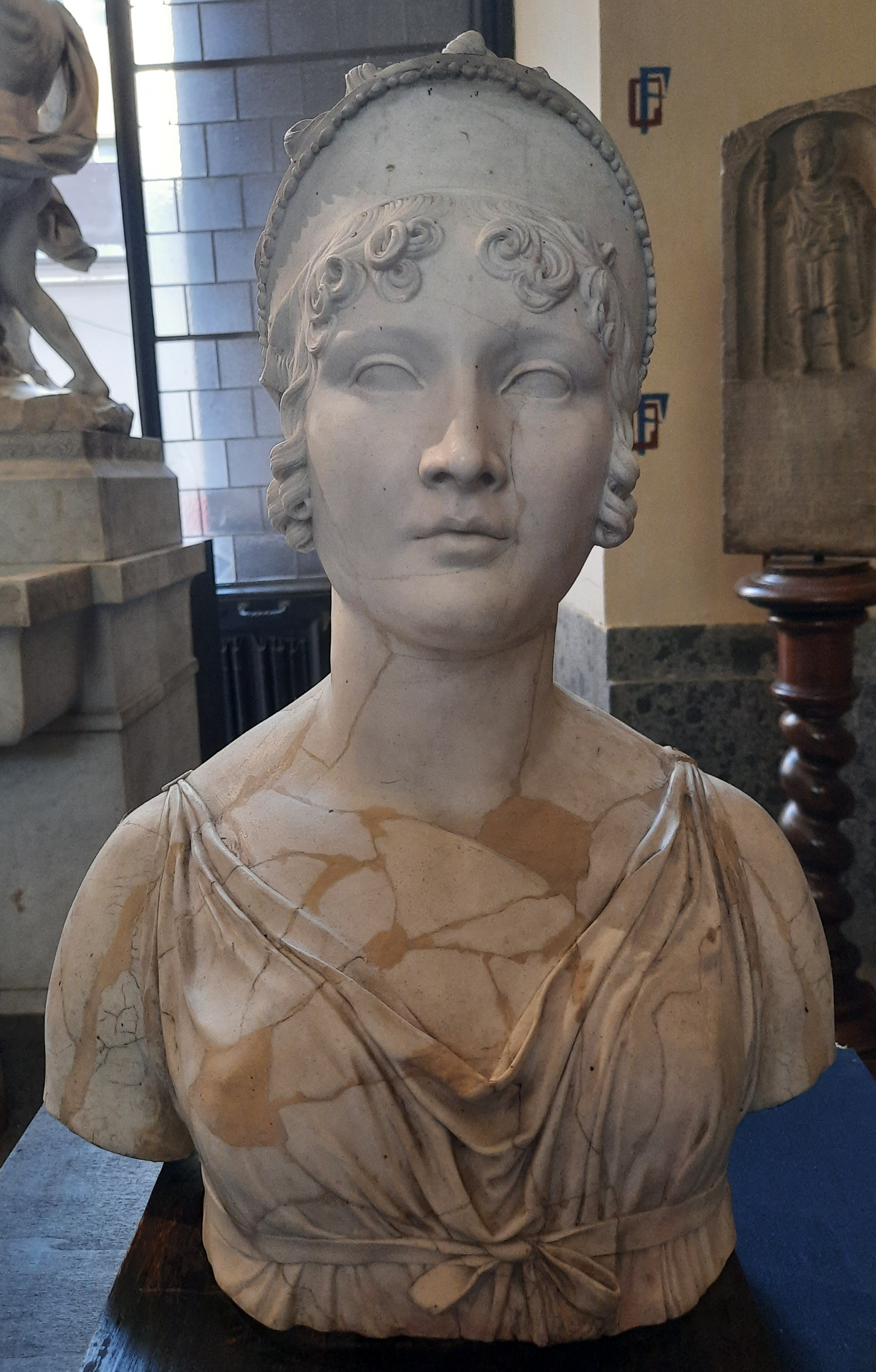
Ritratto di Carolina Bonaparte, 1812, manifattura Poulard Prad, Museo Filangieri, Napoli

Le prime negoziazioni d'alleanza con l'Austria furono fatte da Murat all'insaputa di Carolina. Il 7 marzo 1813, inviò a Vienna un agente che fu ricevuto da Klemens von Metternich. Il suo principale compito era di conservare il regno di Napoli; in effetti, credeva che Napoleone decidesse di unirlo all'Impero di Francia o al Regno d'Italia. Ogni giorno più freddo con Napoleone, Murat s'indignò quando l'Imperatore affidò, all'inizio di luglio 1813, il comando degli eserciti italiani al viceré Eugenio e non a lui. Fu in questo periodo che mise al corrente Carolina delle sue negoziazioni con l'Austria.
Nell'agosto 1813, Murat fu mandato da Napoleone a raggiungere il suo esercito a Dresda e Carolina fu nominata reggente in sua assenza. In questo momento, Metternich e i suoi rappresentanti l'assicurarono che se Napoli entrava in coalizione contro la Francia, tutti i membri della coalizione avrebbero riconosciuto il suo regno e i suoi sovrani. Al fine di conservare il suo regno, Carolina accettò l'alleanza con l'Austria. Rientrato a Napoli il 4 novembre, Murat accettò ugualmente di entrare nella coalizione.
Nella notte tra il 7 e l'8 gennaio 1814, un accordo con l'Austria venne firmato: Murat promise un esercito di 30 000 uomini per combattere al fianco della coalizione, a condizione di non invadere il suolo francese, e in cambio l'Austria garantì gli Stati di Napoli. Il 23 gennaio 1814, Gioacchino lasciò Napoli con il suo esercito e Carolina fu di nuovo reggente. Tuttavia, gli Inglesi si rivelarono presto una minaccia, perché non avevano ratificato l'accordo austro-napoletano e non riconoscevano Murat come re.
Il 12 febbraio, Carolina fece allontanare da Napoli tutti gli ufficiali ed agenti francesi e tagliò le comunicazioni e il commercio tra Napoli e la Francia. Il 29 marzo 1814, dopo l'abdicazione di Napoleone, Murat rientrò a Napoli. Egli e Carolina rifiutarono di aiutare Napoleone esiliato sull'Isola d'Elba; tuttavia accolsero Paolina Bonaparte a Napoli, che poté comunicare con Napoleone, ma senza il sigillo dei sovrani di Napoli.
Seguì un periodo di relativa tranquillità a Napoli, ma nello stesso tempo gli Alleati pensavano alla divisione dell'Europa e considerarono in un primo momento di dare l'Italia ai Borboni; preferirono lasciare provvisoriamente Napoli a Murat. Gli Inglesi, dal canto loro, non riconoscevano alcuna alleanza con i sovrani di Napoli. La sera del 26 febbraio 1815, Napoleone evase dall'Isola d'Elba: Murat decise allora di ricongiungersi a lui e di liberare nello stesso tempo l'Italia per divenirne re. Carolina cercò di dissuaderlo, ma inutilmente: egli lasciò Napoli il 17 marzo 1815.

### Destituzione ed esilio
Di fronte a questa rottura dell'alleanza, Metternich chiuse con il regno di Napoli il 5 aprile 1815 e chiese a Carolina la restituzione del regno il 26 aprile. Carolina rifiutò. Il 7 maggio, fece partire da Napoli sua madre, suo zio Fesch e suo fratello Girolamo. Il 12 maggio, gli inglesi le ordinarono di lasciare Napoli; s'impegnarono a mettere a sua disposizione la nave Tremendous per riportarla in Francia con i suoi figli e il suo seguito. Il 17 maggio, Murat ritornò a Napoli per restarci solo qualche giorno e lasciò il regno discretamente.
Il 22 maggio 1815, Carolina fu dichiarata prigioniera dell'Austria e l'ammiraglio inglese Esmouth si rifiutò di ricondurla in Francia. Dopo aver imbarcato i suoi figli, il Tremendous salpò per Trieste il 25 maggio. Là Carolina fu provvisoriamente sistemata al Palazzo Romano, ma la sua presenza fu subito giudicata indesiderabile dagli austriaci. Ripartì dunque e si sistemò il 16 settembre al castello di Amburgo, vicino a Vienna. Malgrado le proteste austriache, prese il nome di contessa di Lipona (anagramma di Napoli). Quanto a suo marito, catturato in Calabria dagli eserciti del re Borbone Ferdinando IV, venne giustiziato il 13 ottobre 1815.
Nel 1817 Carolina poté sistemarsi al castello di Frohsdorf. Si vide circondata da poche persone e sua sorella Paolina e suo fratello Girolamo si staccarono da lei. Il 3 marzo 1818, Girolamo scrisse a Elisa Bonaparte: «Non spero niente per Carolina, sono anti-francesi e anti-famiglia - poi - La nostra posizione in rapporto a Carolina è un inferno, a lei non mi lega più niente». In più, i suoi due figli Achille e Luciano, non vedendo alcun avvenire nella loro vita d'esilio in Austria, decisero di emigrare negli Stati Uniti. Achille partì nel 1822, Luciano nel 1824. Nel 1824 Carolina ottenne di nuovo il diritto di sistemarsi a Trieste, ma non di entrare nella penisola italiana.

### Ultimi anni e morte
Nel 1830 Luigi Filippo accordò a Carolina il diritto di fare qualche soggiorno in Francia e nel 1831 ottenne il permesso di sistemarsi a Firenze, al palazzo Grifoni; l'anno seguente si trasferì a palazzo Bonaparte, dove rimase fino alla fine. Morì il 18 maggio 1839, all'età di 57 anni. Fu sepolta con intenzione provvisoria nella chiesa di Ognissanti, in una cappella appartata, nell'attesa che papa Gregorio XVI accordasse l'autorizzazione a seppellirla a Bologna, negli Stati Pontifici, presso la figlia. Autorizzazione che non arrivò mai e quindi la sepoltura fiorentina divenne definitiva; la cappella in seguito venne decorata su incarico dei suoi discendenti.

## Discendenza

Carolina Bonaparte con i suoi figli

Carolina ebbe dal marito Gioacchino Murat due figlie e due figli:
- Napoleone Achille, (Milano, 1801 – Wasceissa, Florida, 1847), emigrò nel 1821 negli USA ove sposò nel 1826 sposò Catherine Daingerfield Willis (1803 – 1867), una pronipote di George Washington
- Letizia (Parigi, 1802 – Bologna, 1859), sposata al marchese di antica nobiltà bolognese Guido Taddeo Pepoli (1823)
- Napoleone Luciano Carlo (Milano, 1803 – Parigi, 1878), principe di Pontecorvo, raggiunse il fratello Achille negli USA (1825) ove si sposò con Georgina Frazer (1810-1879) da cui ebbe cinque figli. Tornò in Francia nel 1848 e fu nominato ambasciatore di Francia a Torino (1849 – 1850). Il cugino Napoleone III lo nominò senatore.
- Luisa Giulia (1805 – 1889). Sposò il conte ravennate Giulio Rasponi, dalla cui unione nacquero: Gioacchino Rasponi Murat, Letizia Rasponi Murat madre di Gabriella Rasponi Spalletti e Achille Rasponi Murat.

## Ascendenza
|                                                  |                            |                                | Genitori                         |  |  | Nonni |  |  | Bisnonni                                                             |  |  | Trisnonni                         |  |
|                                                  |                            |                                |                                  |  |  |       |  |  | Sebastiano Nicola Buonaparte (1683 - prima del novembre 1720 o 1760) |  |  | Giuseppe Buonaparte (1663 – 1703) |  |
|                                                  |                            |                                |                                  |  |  |       |  |  | Sebastiano Nicola Buonaparte (1683 - prima del novembre 1720 o 1760) |  |  | Giuseppe Buonaparte (1663 – 1703) |  |
|                                                  |                            | Maria Bozzi (1668 c. – 1704)   |                                  |  |  |       |  |  | Sebastiano Nicola Buonaparte (1683 - prima del novembre 1720 o 1760) |  |  |                                   |  |
| Giuseppe Maria Buonaparte (1713 - 1763)          |                            |                                |                                  |  |  |       |  |  | Sebastiano Nicola Buonaparte (1683 - prima del novembre 1720 o 1760) |  |  |                                   |  |
|                                                  |                            | Maria Anna Tusoli di Bocagnano | Carlo Tusoli di Bocagnano        |  |  |       |  |  |                                                                      |  |  |                                   |  |
|                                                  |                            | Maria Anna Tusoli di Bocagnano | Carlo Tusoli di Bocagnano        |  |  |       |  |  |                                                                      |  |  |                                   |  |
|                                                  |                            | Maria Anna Tusoli di Bocagnano | Isabella                         |  |  |       |  |  |                                                                      |  |  |                                   |  |
| Carlo Maria Buonaparte (1746 - 1785)             |                            | Maria Anna Tusoli di Bocagnano |                                  |  |  |       |  |  |                                                                      |  |  |                                   |  |
|                                                  |                            | Giuseppe Maria Paravicini      | Francesco Maria Paravicini       |  |  |       |  |  |                                                                      |  |  |                                   |  |
|                                                  |                            | Giuseppe Maria Paravicini      | Francesco Maria Paravicini       |  |  |       |  |  |                                                                      |  |  |                                   |  |
|                                                  |                            | Giuseppe Maria Paravicini      | …                                |  |  |       |  |  |                                                                      |  |  |                                   |  |
| Maria Saveria Paravicini (1715 - prima del 1750) |                            | Giuseppe Maria Paravicini      |                                  |  |  |       |  |  |                                                                      |  |  |                                   |  |
|                                                  |                            | Maria Angela Salineri          | Angelo Agostino Salineri         |  |  |       |  |  |                                                                      |  |  |                                   |  |
|                                                  |                            | Maria Angela Salineri          | Angelo Agostino Salineri         |  |  |       |  |  |                                                                      |  |  |                                   |  |
|                                                  |                            | Maria Angela Salineri          | Francetta Merezano               |  |  |       |  |  |                                                                      |  |  |                                   |  |
| Carolina Bonaparte (1782 - 1839)                 |                            | Maria Angela Salineri          |                                  |  |  |       |  |  |                                                                      |  |  |                                   |  |
|                                                  | Giovanni Agostino Ramolino | Giovanni Girolamo Ramolino     |                                  |  |  |       |  |  |                                                                      |  |  |                                   |  |
|                                                  | Giovanni Agostino Ramolino | Giovanni Girolamo Ramolino     |                                  |  |  |       |  |  |                                                                      |  |  |                                   |  |
|                                                  | Giovanni Agostino Ramolino | Maria Letizia Boggiani         |                                  |  |  |       |  |  |                                                                      |  |  |                                   |  |
| Giovanni Geronimo Ramolino (1723 - 1755)         | Giovanni Agostino Ramolino |                                |                                  |  |  |       |  |  |                                                                      |  |  |                                   |  |
|                                                  |                            | Angela Maria Peri              | Andrea Peri                      |  |  |       |  |  |                                                                      |  |  |                                   |  |
|                                                  |                            | Angela Maria Peri              | Andrea Peri                      |  |  |       |  |  |                                                                      |  |  |                                   |  |
|                                                  |                            | Angela Maria Peri              | Maria Maddalena Colonna d'Istria |  |  |       |  |  |                                                                      |  |  |                                   |  |
| Maria Letizia Ramolino (1750 - 1836)             |                            | Angela Maria Peri              |                                  |  |  |       |  |  |                                                                      |  |  |                                   |  |
|                                                  |                            | Giuseppe Maria Pietrasanta     | Giovanni Antonio Pietrasanta     |  |  |       |  |  |                                                                      |  |  |                                   |  |
|                                                  |                            | Giuseppe Maria Pietrasanta     | Giovanni Antonio Pietrasanta     |  |  |       |  |  |                                                                      |  |  |                                   |  |
|                                                  |                            | Giuseppe Maria Pietrasanta     | Paola Brigida Sorba              |  |  |       |  |  |                                                                      |  |  |                                   |  |
| Angela Maria Pietrasanta (1725 - 1790)           |                            | Giuseppe Maria Pietrasanta     |                                  |  |  |       |  |  |                                                                      |  |  |                                   |  |
|                                                  |                            | Maria Giuseppa Malerba         | Ignazio Malerba                  |  |  |       |  |  |                                                                      |  |  |                                   |  |
|                                                  |                            | Maria Giuseppa Malerba         | Ignazio Malerba                  |  |  |       |  |  |                                                                      |  |  |                                   |  |
|                                                  |                            | Maria Giuseppa Malerba         | …                                |  |  |       |  |  |                                                                      |  |  |                                   |  |
|                                                  |                            | Maria Giuseppa Malerba         |                                  |  |  |       |  |  |                                                                      |  |  |                                   |  |